# Livro das Aves

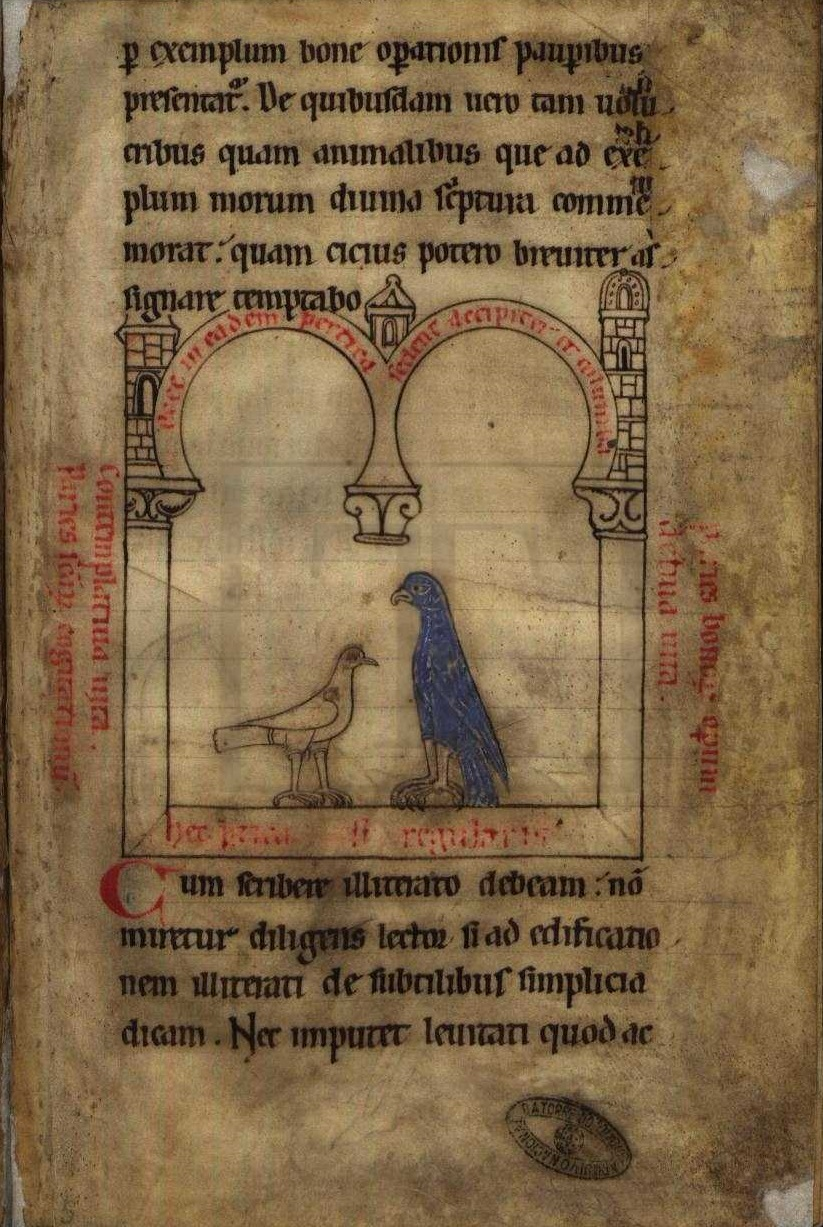
Livro das Aves: o Pombo e o Gavião. Esta imagem representa o autor da obra, Hugues de Fouilloy, e o frade Rainier a que a obra é dedicada, um antigo cavaleiro.
A imagem, que se encontra em todas as cópias conhecidas da obra original, é uma das duas únicas das 96 cópias estudadas por Willene B. Clark em que os arcos são de ferradura.

O Livro das Aves é um manuscrito iluminado datado de 1184, o penúltimo ano do reinado de D. Afonso Henriques, primeiro rei de Portugal. Foi executado no scriptorium do Mosteiro do Lorvão, próximo de Coimbra. O escriba foi identificado como sendo Egeas, que também escreveu o Apocalipse do Lorvão. Juntamente com essa obra, é considerado um dos mais importantes manuscritos iluminados do jovem reino de Portugal. 
O manuscrito é uma obra moralizante sobre aves, da mesma forma que um bestiário é uma obra moralizante sobre animais.
Tal como o Apocalipse do Lorvão, este códice pertence a uma grande família europeia de cópias de um original entretanto perdido. Este conjunto merece destaque por serem cópias do único bestiário medieval dedicado exclusivamente a aves. São assim cópias da obra De Avibus, da autoria do frade da Ordem de Santo Agostinho Hugues de Fouilloy. A obra original terá sido escrita entre 1132 e 1172, depois do autor ter sido nomeado prior de St.-Nicolas-de-Regny na primeira data, ou depois de em 1152 ter sido nomeado prior da casa-mãe desta, St.-Laurent-au-Bois, perto de Amiens, no norte da França. A última referência a Hugues de Fouilloy conhecida data de 1172; este foi possivelmente o ano da sua morte
A obra é dedicada a um frade Rainier, um nobre que entrara no convento. Em todas as cópias deste original perdido, Hugues e Rainier são representados na mais icónica ilustração desta família (ver Programa iconográfico). Todas estas cópias do original de de Fouilly, mais ou menos fidedignas, encontram-se divididas em dois ramos principais, com ao todo cinco subgrupos (ver Corpo dos manuscritos). Existem ainda duas outras cópias do De Avibus em Portugal (ver infra).
Nota: O De Avibus é também conhecido por outros nomes, entre eles De Natura Avibus e Aviarium. Conhecem-se hoje mais de uma centena de cópias ou fragmentos do manuscrito original. No seguinte, o termo "Aviário" é usado para designar os códices desta família.

## Características

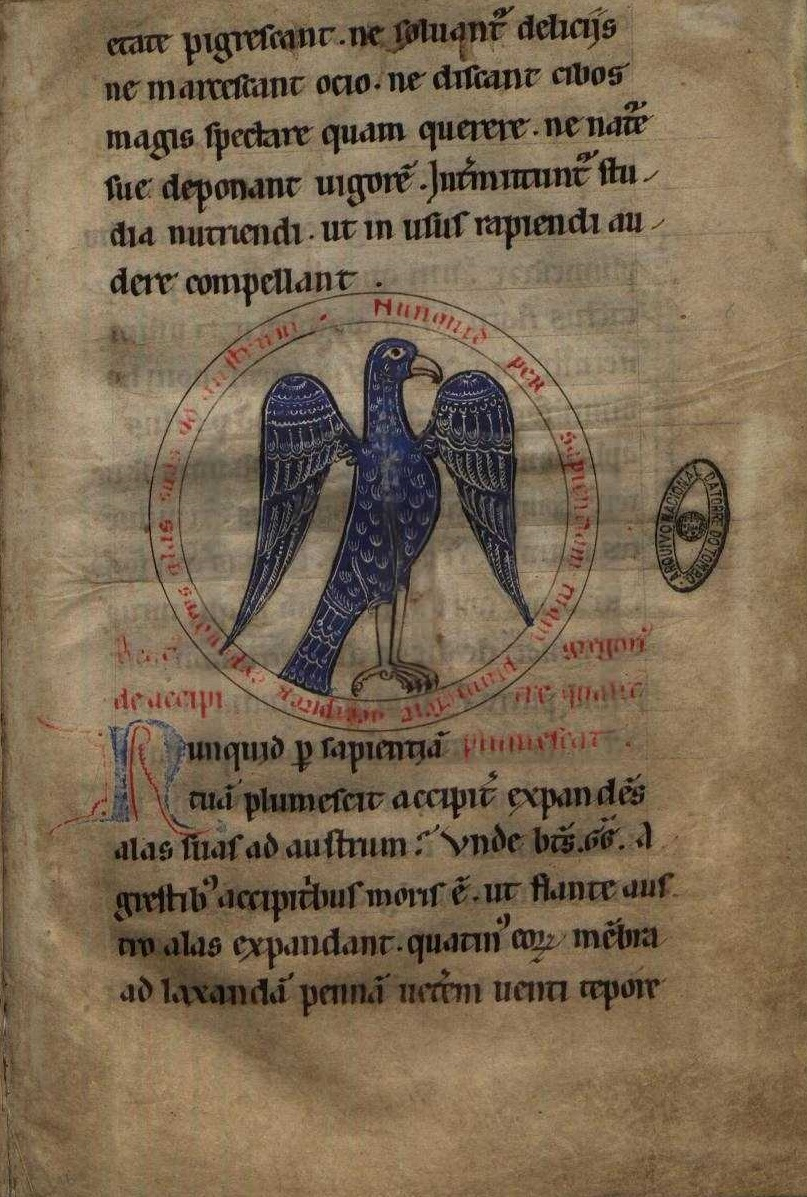
Livro das Aves: De Accipitre ― o Gavião

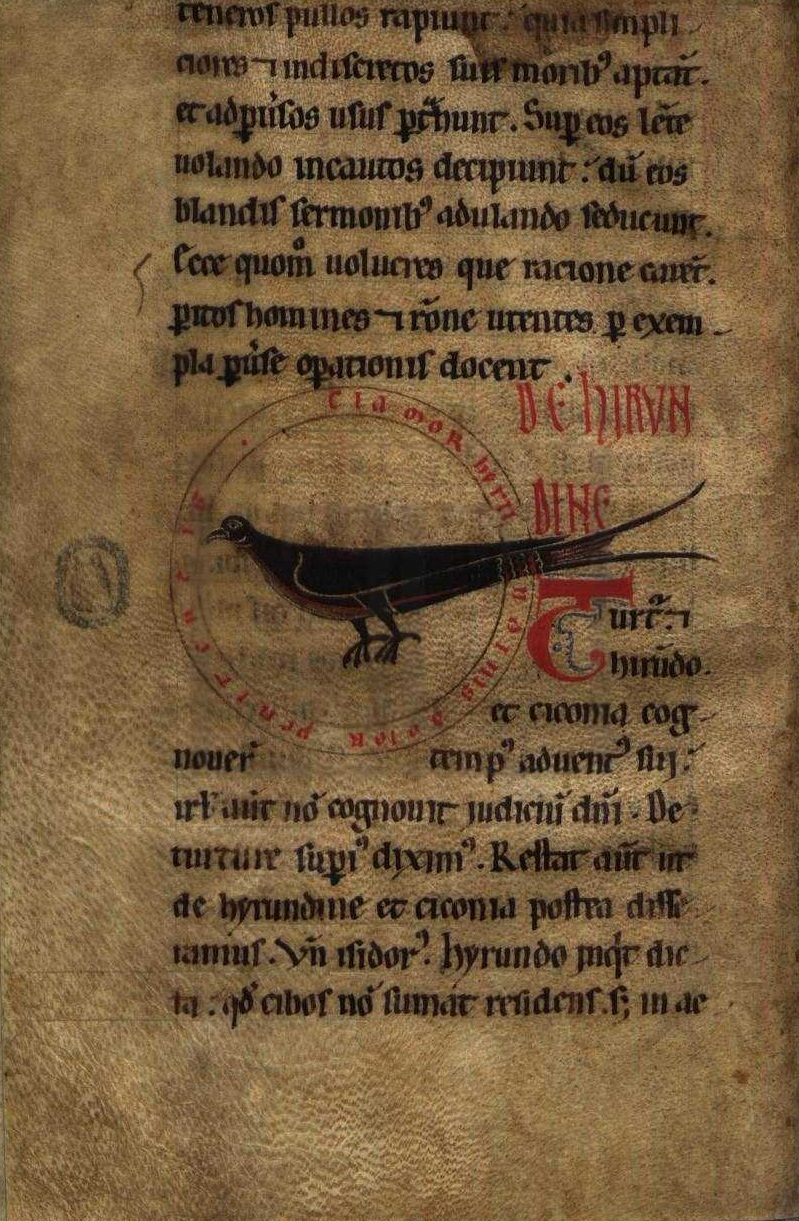
Livro das Aves: a Andorinha

O códice do Livro das Aves contém 194 fólios em pergaminho, nas dimensões 210 x 137 mm. 
O livro contém 26 ilustrações românicas de aves, com influências mudéjares, nomeadamente nos arcos da ilustração do pombo e do gavião, que neste caso, contrariamente à regra dos Aviários, são arcos de ferradura (veja-se ainda a Bíblia de Cervera). Para além destas, o livro contém ainda uma dezena de outras ilustrações. O texto é em latim, e emprega a escrita gótica da era.
O Livro das Aves encontra-se hoje em Lisboa, no arquivo nacional da Torre do Tombo (cota Ordem de Cister, Mosteiro de Lorvão, Códice 5). O Mosteiro do Lorvão passara a ser um convento feminino ainda no século XIII. Após a extinção das Ordens Religiosas em Portugal em 1834, depois das guerras liberais, a extinção final das ordens religiosas femininas ficou regulada apenas em 1862, quando se decidiu que o convento ou mosteiro seria extinto aquando da morte da última religiosa. Precisamente então, em data desconhecida entre 1860 e 1864, foi o Livro das Aves retirado do Mosteiro do Lorvão e depositado na Torre do Tombo.

### Datação e autoria
O Aviário do Lorvão foi executado no scriptorium do mosteiro do Lorvão na época do abade João (1162-1192), mais precisamente no ano 1184, conforme se pode ler em dois fólios:

Scriptus est liber este ad laudem et honorem Dei omnipotentis et sancti Mametis laurbanensis monasterii temporum regis Alfonsi, in diebus Johannis abbatis. Era M.CC.XXI.

Ad honorem Dei et sancti Mametis in monasterio laurbanense est scriptus liber iste. In diebus Johannis abbatis FINITO LIBRO DONA DEN LARGIORA magistro. Era M.CC.XXII.

A era referida é a Era de César então usada na Península Ibérica. A obra foi assim acabada no ano de 1184 da Era de Cristo. Quanto à autoria, esta é revelada por uma passagem no Apocalipse do Lorvão, escrita pela mesma mão que escreveu o Livro das Aves, que identifica o escriba como sendo Egeas:

Iam liber est scriptus qui scripsit sit benedictus. Era M.CC.XXVII. Ego Egeas qui hunc librum scripsi...

### Particularidades
O códice tem a particularidade de ter sido novamente encadernado em data desconhecida. No processo, um fólio foi trocado. Por essa razão, no Aviário do Lorvão o abutre e a águia encontram-se trocados, ocupando o abutre o capítulo final da obra em vez da águia como nos restantes Aviários (ver infra).
Para além dos arcos de ferradura já mencionados, únicos no contexto das iluminuras dos Aviários, este manuscrito tem ainda a particularidade de ser um de apenas dois dos 96 estudados por Willene B. Clark em que a avestruz é representada de forma realista, sugerindo que quem a desenhou tinha conhecimento da verdadeira aparência da ave, enquanto que no Norte da Europa a aparência da avestruz não era na altura ainda bem conhecida.
A Torre do Tombo, na sua descrição do códice na internet, faz ainda notar o seguinte:

É curioso notar que a atribuição a alguns animais de certas características encontra eco nos cancioneiros. Assim, segundo o Livro das Aves, a rola que perde o companheiro fica sozinha para sempre, tal como no poema medieval galego:
La rula que viudou / xurou nó mais ser casada / no pousar en rama verde / ni beber en auga crara.

## A finalidade doDe Avibus

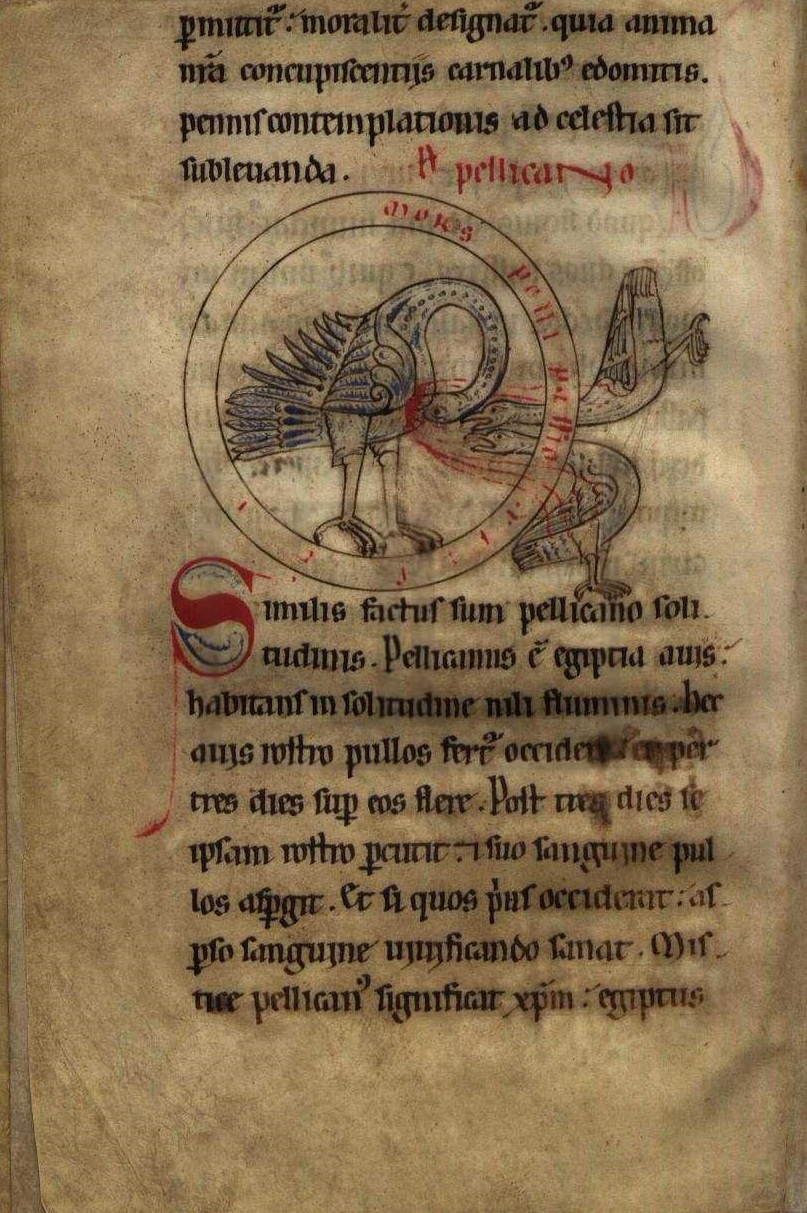
Livro das Aves: o Pelicano

O Aviário de Hugues de Fouilloy é uma variante do bestiário medieval. Como tal, é uma obra moralizante que utiliza animais para ensinar lições de carácter moral. Cada ave representa certas virtudes ou pecados, e serve como inspiração ou aviso. Sobre o milhafre, por exemplo, se diz que

Milvo timidus est in magnis, audax in minimis... Ecce quomodo volucres, quae ratione carent, peritos homines et ratione utentes per exempla pravae operationes docent..

Segundo o livro, o milhafre é tímido quando o desafio é grande, e audaz apenas quando é mínimo. Ave cobarde, não ousa atacar aves selvagens, preferindo embuscar aves domésticas ― frangos ― para as levar. Pairando lentamente sobre os frangos, o milhafre engana os menos atentos para satisfazer a sua grande voracidade. Do mesmo modo pessoas com más intenções preferem os jovens, e os homens simples: pessoas que mais facilmente se deixam levar a practicar os seus perversos costumes. E lentamente, como voa o milhafre, aliciam essas pessoas com más intenções os incautos com elogios sedutores. O milhafre é assim uma metáfora de pessoas com más intenções, cobardes e sedutores. E na lógica da obra, eis como as aves, que carecem de razão, através das suas acções ensinam os homens...
De modo semelhante, vemos por exemplo que:
- Sobre a garça se diz que o seu alto voo a coloca ao abrigo das tempestades, pois voa sobre as nuvens. O paralelo aqui é óbvio: estar mais perto do Céu ― isto é, preocupar-se com o Senhor ― é estar ao abrigo de preocupações terrestres.
- Sobre o voo em perfeita formação das gruas se diz que serve de modelo à vida monacal.
- O galo serve de exemplo como o pregador que anuncia a boa nova; o primeiro que acorda a manhã, ou seja, aquele que orienta as pessoas.
- A avestruz, com o seu pescoço muito alto, que dá nas vistas, é uma metáfora de fariseus e hipocrisia.
- O pavão, que levanta a cauda quando se lhe fala, transformando-se completamente, parece-se com o adulador.

As aves podem também fazer alusão a episódios, personagens ou conceitos das Sagradas Escrituras: o pombo, que ocupa um lugar de destaque no início da obra, alude assim simultâneamente a Noé, ao rei David, e a Jesus Cristo, assim como ao Espírito Santo.

## O corpo dos manuscritos doDe Avibus

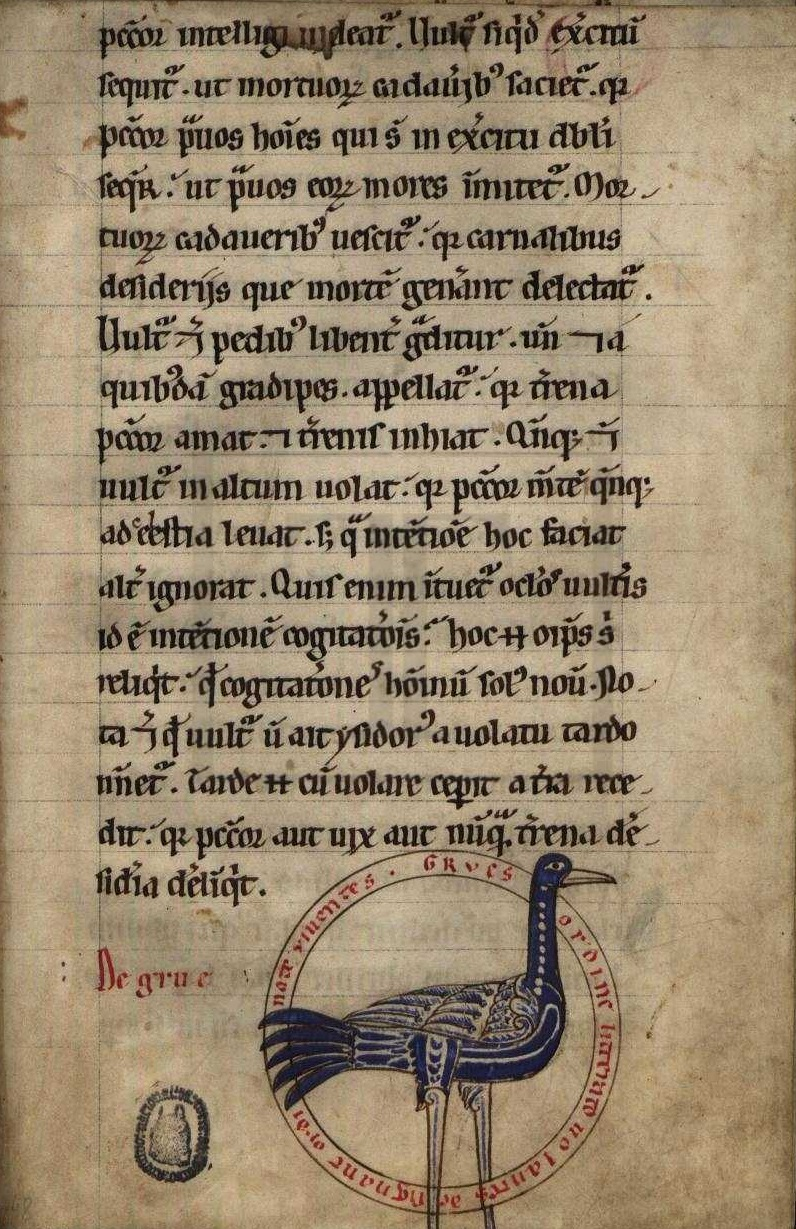
Livro das Aves: a Grua

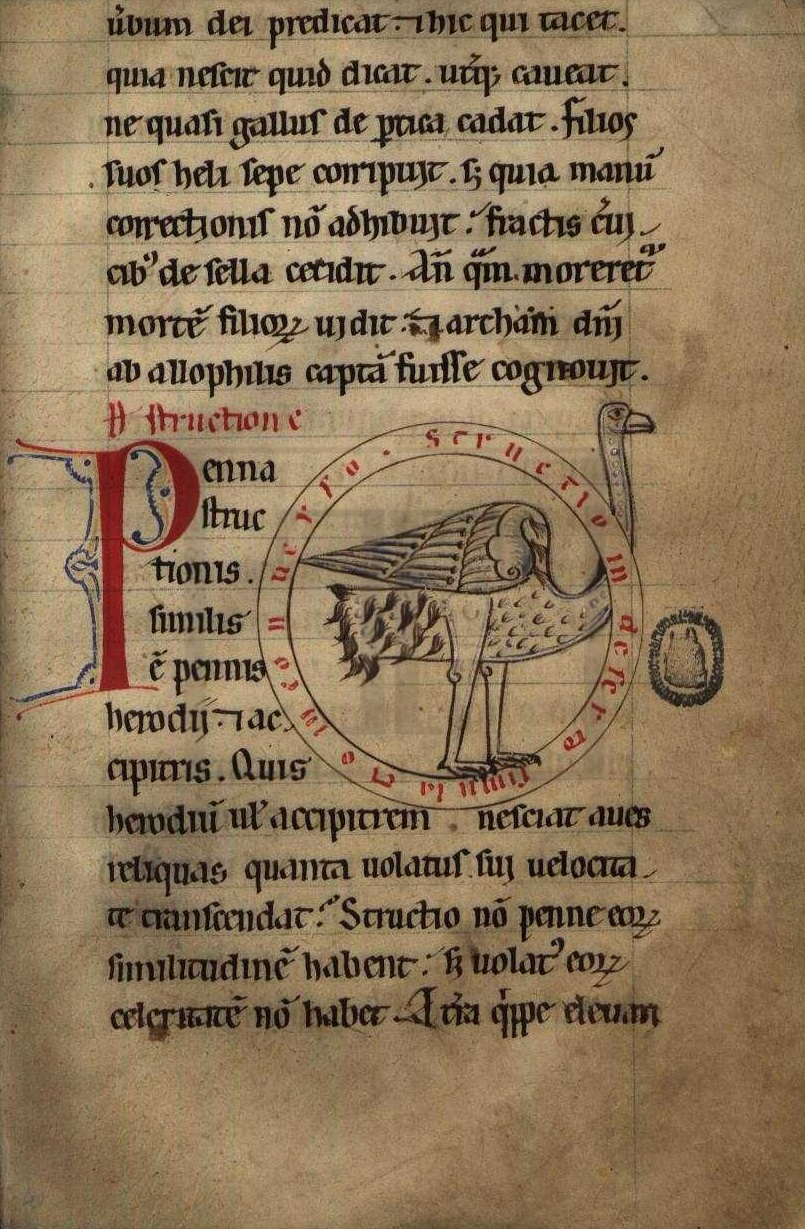
Livro das Aves: a Avestruz

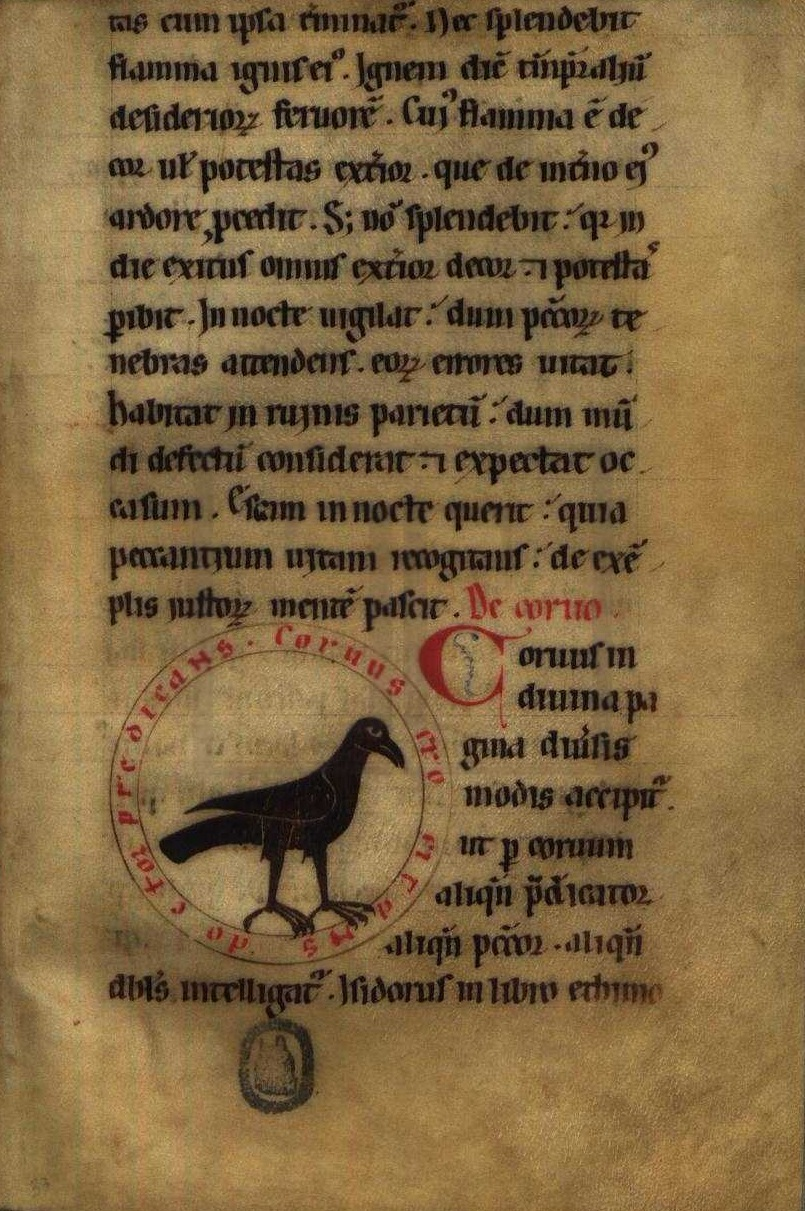
Livro das Aves: o Corvo

O De Avibus original conheceu uma enorme popularidade e difusão ainda no século XII e no século XIII. O corpo de códices do De Avibus conta assim nos nossos dias com 127 exemplares conhecidos. Clark estudou 96 dos mais importantes códices em 1992. Baudouin van den Abeele identificou posteriormente 31 outros exemplares ou fragmentos em 2003.
Das 96 cópias estudadas por Clark, 55 contêm iluminuras. As cópias iluminadas são originárias da França (25-26), Inglaterra (12), Alemanha e Áustria (7), Países Baixos (6-7), Itália (6) e Portugal (5-6). Entre estas últimas, três conservam-se ainda em Portugal:
- O Livro das Aves do Lorvão, de que trata este artigo. Este é o exemplar datado mais antigo de todos os Aviários, e possivelmente o mais antigo de todos.
- O Aviário de Santa Cruz, que pertenceu ao Mosteiro de Santa Cruz de Coimbra, hoje na Biblioteca Pública Municipal do Porto (Ms. 43).
- O Aviário de Alcobaça, que pertenceu ao Mosteiro de Alcobaça, e hoje se encontra na Biblioteca Nacional de Portugal, em Lisboa (Ms. Alc. 238).

Tal como no caso do corpo dos chamados Beatos, a que o Apocalipse do Lorvão pertence, o corpo dos Aviários encontra-se segundo Clark dividido em dois ramos principais, copiados cada um de sua cópia do livro original. Estes dois modelos originaram ao todo cinco grupos com características distintas:

### Ramo I
- Grupo de Heiligenkreuz

13 Aviários iluminados, dos quais o modelo, proveniente do mosteiro de Heiligenkreuz na Áustria, é considerado o mais próximo em texto e ilustrações ao original de todos os exemplares conhecidos. Os três Aviários portugueses pertencem todos a este grupo. Os três têm a particularidade de ser os únicos dos 96 estudados por Clark que são originários da Península Ibérica.
Para além dos três Aviários conservados em Portugal, um quarto, o chamado Aviário de Clairvaux por ter pertencido à grande Abadia de Claraval, a abadia-mãe do Mosteiro de Alcobaça (Bibliothèque Municipale de Troyes, Ms. 177), foi provavelmente executado em Portugal, em Coimbra ou Alcobaça, cerca de 1200. Este códice apresenta fortes semelhanças com os Aviários portugueses, particularmente com o Aviário de Santa Cruz, e foi possivelmente um presente do mosteiro de Alcobaça à casa-mãe.
- Grupo de Paris

8 Aviários iluminados da primeira metade do século XIII, especialmente das décadas de 1230 e 1240, produzidos principalmente na região de Paris (cinco), e um na Inglaterra. 

### Ramo II
- Grupo de Ter Duinen

9 Aviários iluminados, dos quais 6 são das décadas de 1190 e 1200, e 2 são já do século XV, executados no Norte da França e na Flandres. Neste grupo encontramos os primeiros exemplares de Aviários de luxo.
- Grupo de Saint-Martin

11 Aviários iluminados, principalmente da primeira metade do século XIII, com fortes componentes alemãs e Benedictinas. Todos estes Aviários apresentam uma estrutura de capítulos diferente da dos restantes grupos.
- Grupo de Aberdeen

7 Aviários iluminados, de ca. 1200 ao século XIV, de Inglaterra. Os Aviários deste grupo fazem parte de bestiários maiores, onde perfazem ou complementam as respectivas secções de aves. Encontram-se assim reduzidos, em dois casos preservando menos de metade do texto original. São os códices de mais elaborada decoração de todos.

### Outras cópias
Existem ainda 6 Aviários iluminados sem afinidades a qualquer outro grupo, ou entre si. Entre estes contam-se os dois únicos exemplares no vernáculo conhecidos, um em francês, e um fragmento do século XIV de nove fólios em português, hoje conservado no Rio de Janeiro.

### Cópias destruídas
Durante a Segunda Guerra Mundial perderam-se dois Aviários iluminados provenientes de mosteiros franceses, nomeadamente os de St. Père-en-Vallé e Trois Fontaines. Um terceiro Aviário não iluminado, da abadia de Cheminon, foi também perdido.

### Observância religiosa
Apesar dos Aviários serem cópias de uma obra original comum, as várias cópias apresentam diferenças não apenas na execução das ilustrações mas também por vezes no texto. Um dos factores que pode ter influenciado essas diferenças é a proveniência dos códices: códices executados em mosteiros Cistercienses, por exemplo, exibem geralmente maior contenção na decoração das ilustrações. Clark identificou os seguintes grupos monacais: Cistercienses (pelo menos 14-16 das cópias iluminadas); Benedictinos (12); Agostinianos (5-6); Franciscanos (2); e Dominicanos (1-2). O Mosteiro do Lorvão em 1184 era, lembre-se, Benedictino; o de Santa Cruz Agostiniano; e o de Alcobaça Cisterciense.

## Programa iconográfico

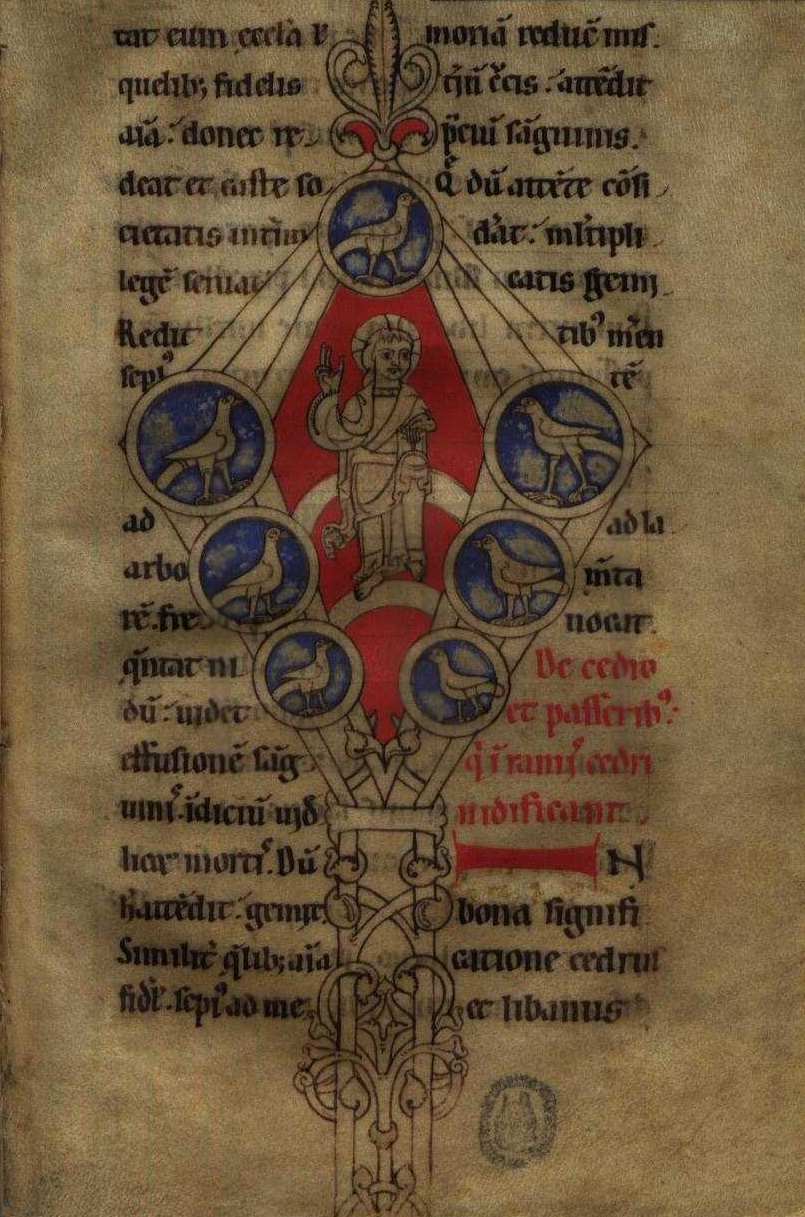
Livro das Aves: o Cedro

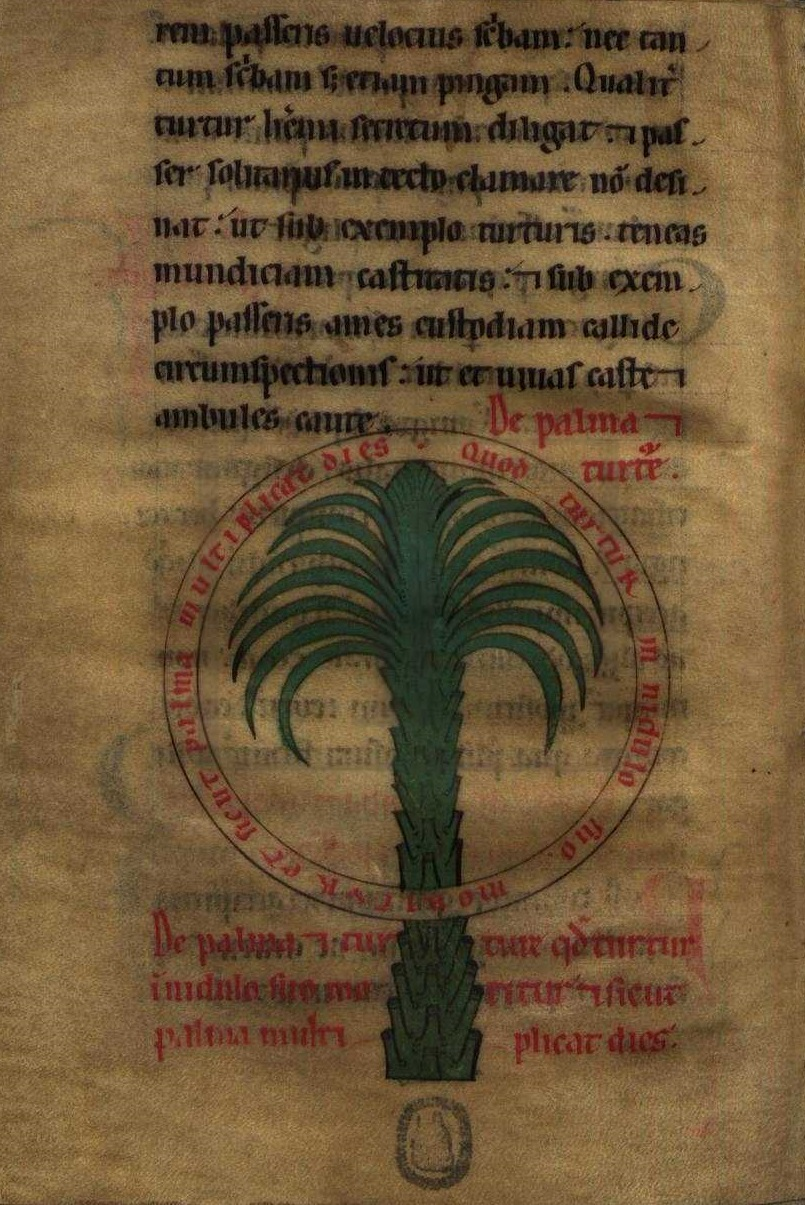
Livro das Aves: a Palmeira

Um dos factos mais impressionantes dos Aviários é que todos excepto sete observam fundamentalmente o mesmo programa iconográfico, com diferenças menores apenas. Ainda que o estilo possa diferir um pouco segundo a época e área geográfica ― tal como no caso dos arcos de ferradura do Livro das Aves, em estilo mudéjar ― a iconografia é a mesma. Alguns Aviários omitem uma ou outra ilustração; outros fazem ligeiras alterações apenas.
O exemplar de Heiligenkreuz, por exemplo, apresenta a figura central no diagrama do Cedro como o conde Thibaud de Heilly, o patrono fundador do mosteiro de Saint-Laurent-au-Bois, enquanto na maior parte dos outros exemplares esta figura representa Cristo, ou o rei David. Segundo Clark, o De Avibus original teria certamente também representado o conde neste diagrama.
A mais icónica ilustração dos Aviários é sem dúvida a famosa figura do Pombo e do Gavião sob os arcos, presente em todos os exemplares da obra. Esta ilustração representa o autor, Hugues, e o frade Rainier, a quem a obra é dedicada, e que ainda não foi totalmente identificado . Contrariamente à imagem talvez severa que se possa ter de um gavião, este frade Rainier é cognominado "Corde Benignum" no texto.
Como todos os restantes Aviários, o Livro das Aves apresenta maior riqueza iconográfica na primeira metade da obra: excepto a iluminura final de Adão e Eva (e letras capitulares), todas as iluminuras não alusivas a aves se encontram nesta parte. Note-se que este fenómeno de apresentar a maior riqueza quanto a iluminuras na primeira parte da obra também vemos, por exemplo, no Livro de Horas de D. Duarte. Como ficou dito, no Livro das Aves a Avestruz e a Águia encontram-se trocadas em relação à ordem dos restantes Aviários.

### Prólogo e Diagramas
- Os Caçadores
- O Pombo e o Gavião
- De Columba A Pomba de Cristo
- A Pomba de David e a Pomba de Noé
- De Accipitre (Gavião)
- De Palma (Palmeira)
- De Cedro (Cedro)

### As Aves
- De Pelicano (Pelicano) - Mors pelicani, Passio Christi.
- De Nicticorax - (Ave fantástica, não a actual) Nicticorax in domicilio, conversus in occulto.
- De Corvo (Corvo) - Corvus crocitans, doctor praedicans.
- De Gallo (Galo) - Gallus alis se percutiens est doctor aliis exemplum praebens.
- De Strutio (Avestruz) - Strutio in deserto, simulatio in converso.
- De Aquila (Águia) - Iuventus aquilae, renovatio animae.
- De Grue (Grua) - Ordine litterato volantes designant ordinate viventes.
- De Milvo (Milhafre) - Milvus carnes rapiens, desidiosus voluptuosa quaerens.
- De Hirundine (Andorinha) - Clamor hirundinis, dolor poenitentis.
- De Ciconia (Cegonha) - Pietas ciconiae circa pullos est amor magistri erga discipulos.
- De Merula (Melro) - Merula volitans, suggestio temptans.
- (De Bubone (Coruja) falta: fólio danificado)
- De Ansere (Ganso) - Clamor anseris, accusatio fratris.
- De Ardea (Garça) - Volatus ardeae, processus animae.
- De Caladrius (Gralha) - ???
- De Phoenice (Fénix) - Resurrectio huius phoenicis est spes futurae resurrectionis.
- De Perdice (Perdiz) - Furtum perdicis, insidiae daemonis.
- De Coturnice (Codorniz) - Coturnix maria transmeans est anima labentia calcans.
- De Upupa - (Poupa) - Upupa avis spurcissima peccatores designat homines.
- De Cigno - (Cisne) - Albedo cigni, simulatio conversi.
- De Pavone - (Pavão) - Clamor pavonis, terror doctoris.
- De Vulture - (Abutre) - Occulus vulturis est intentio Redemptoris.

## Galeria

### Livro das Aves,Torre do Tombo,Lisboa

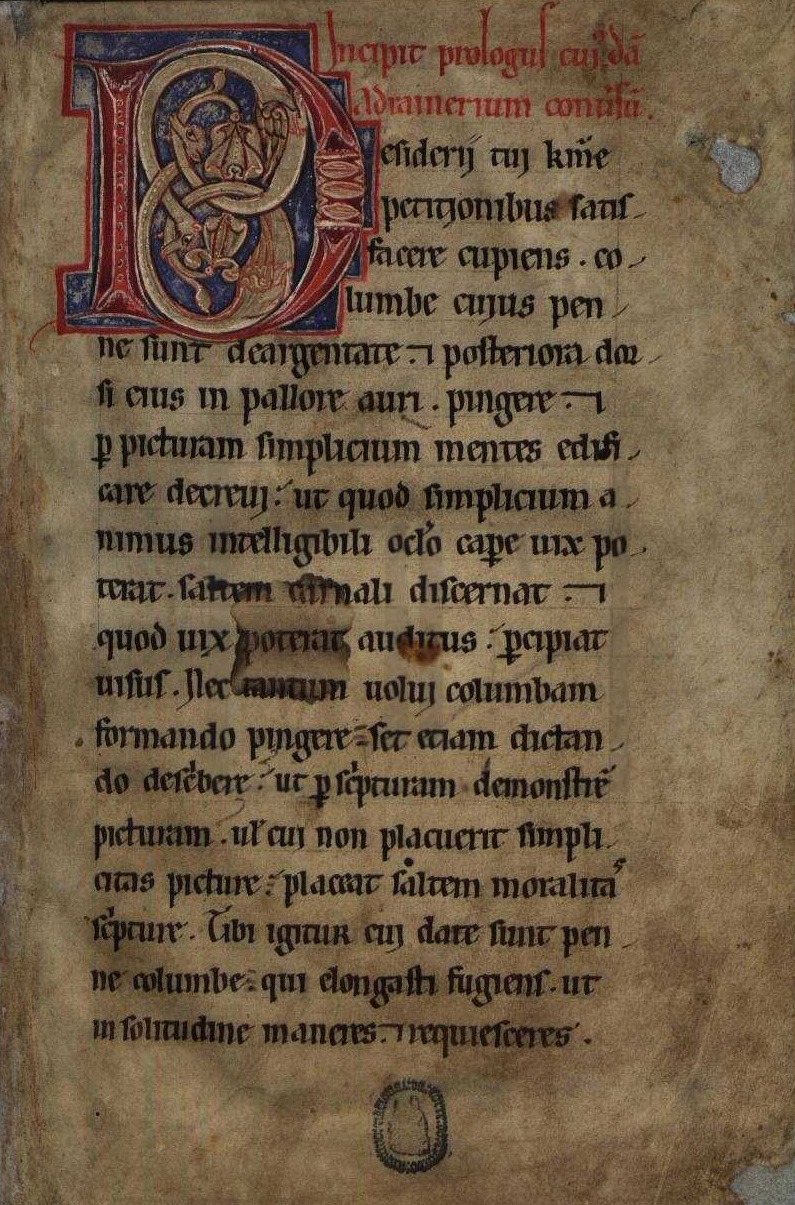
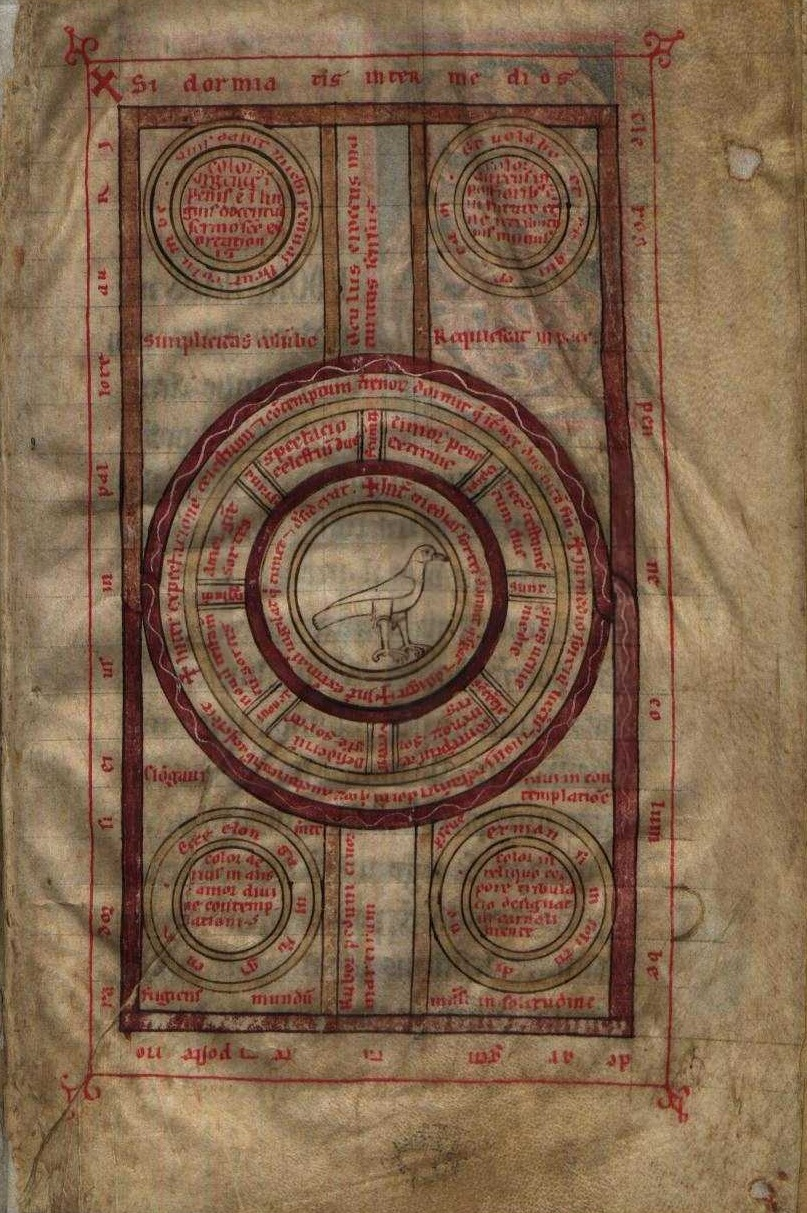
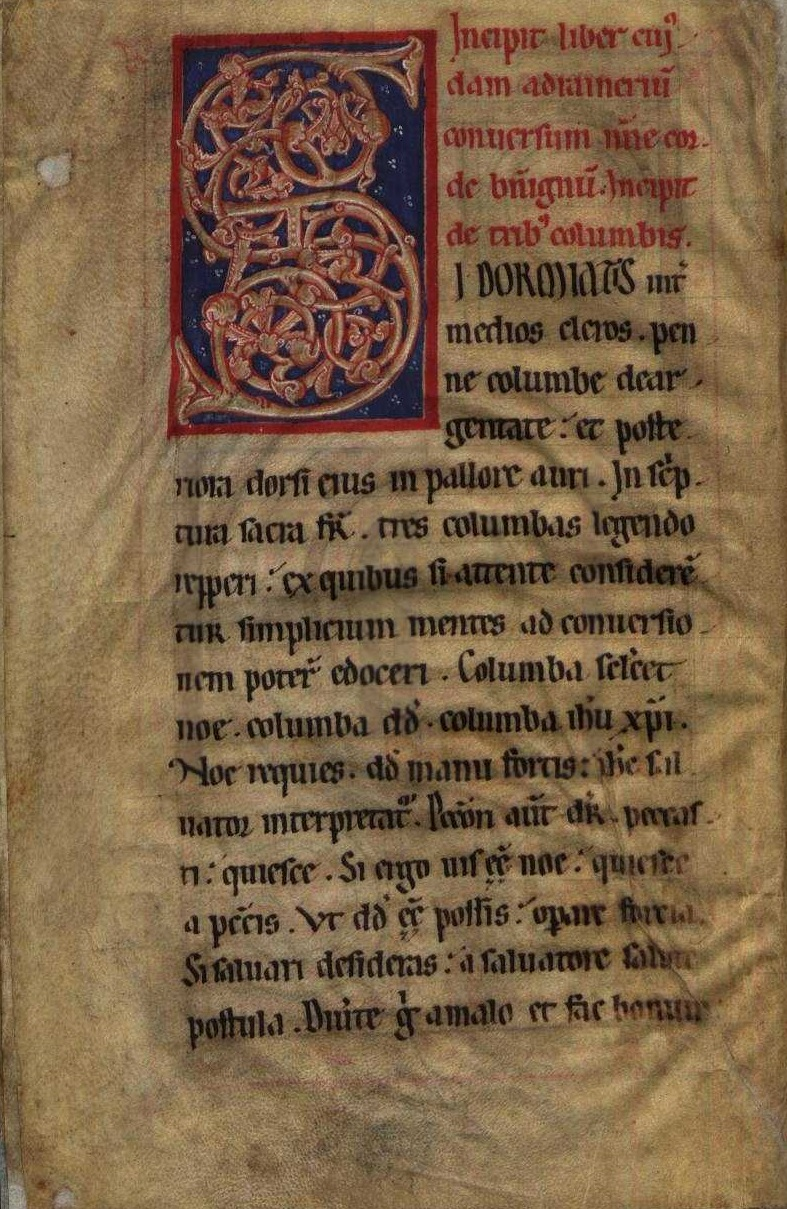
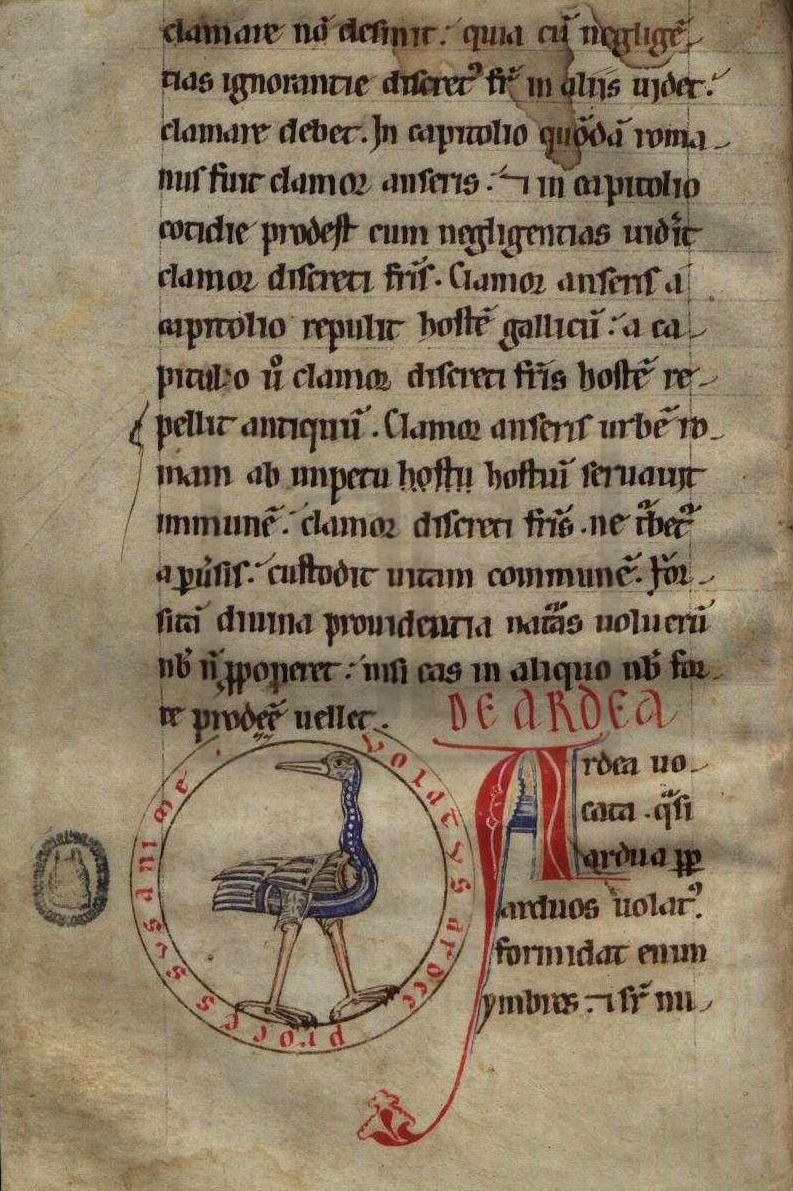
A Garça
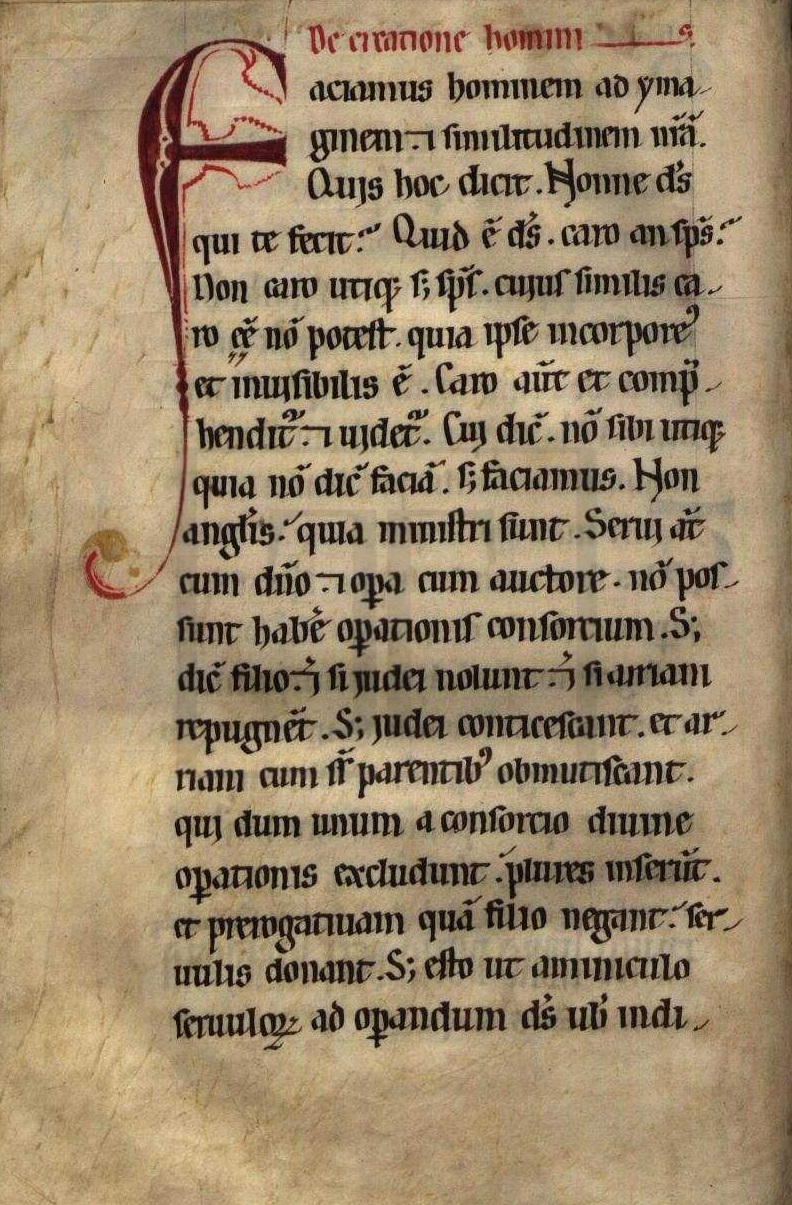
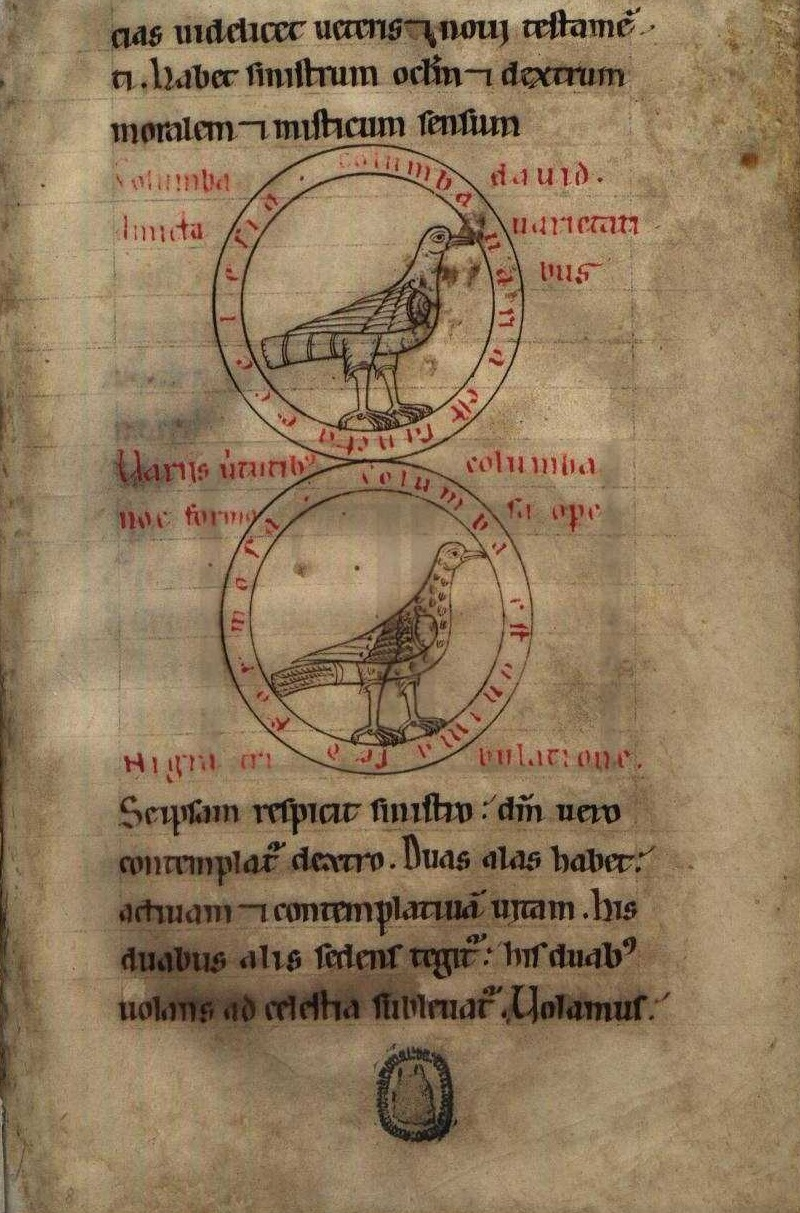
A Pomba de David e a Pomba de Noé
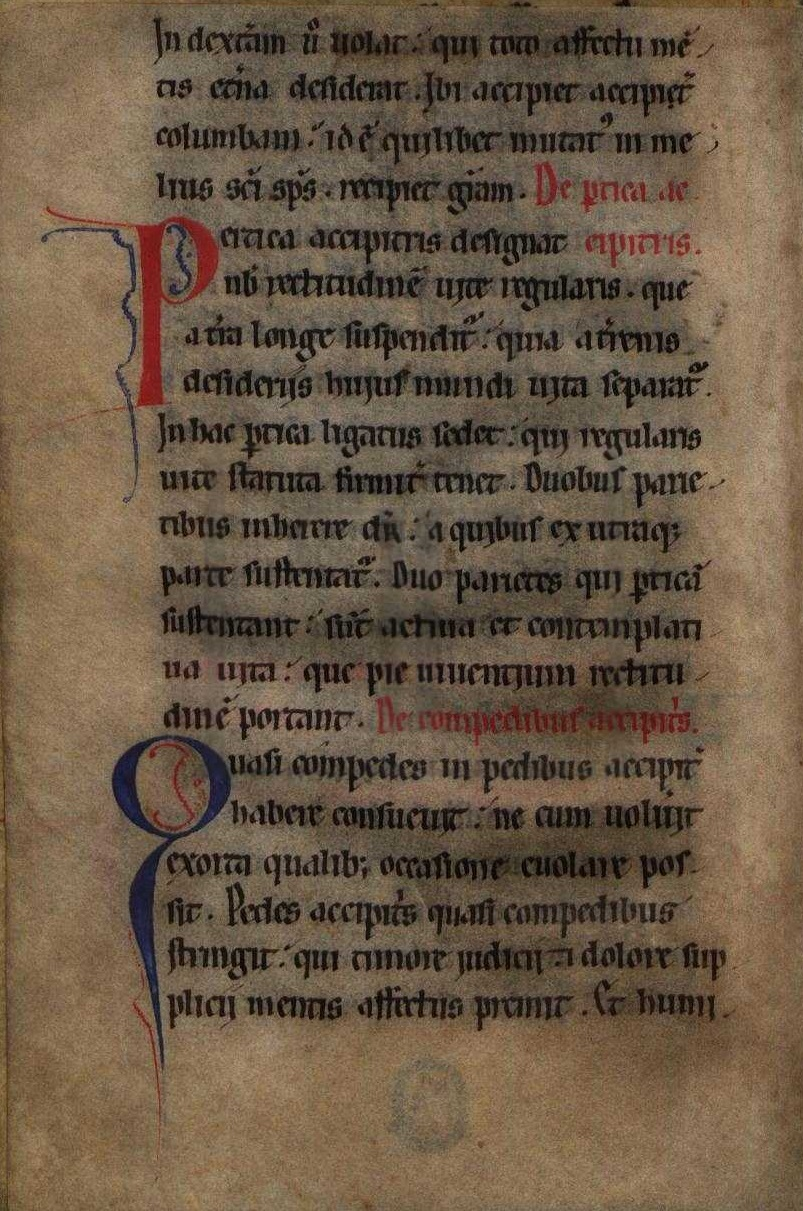
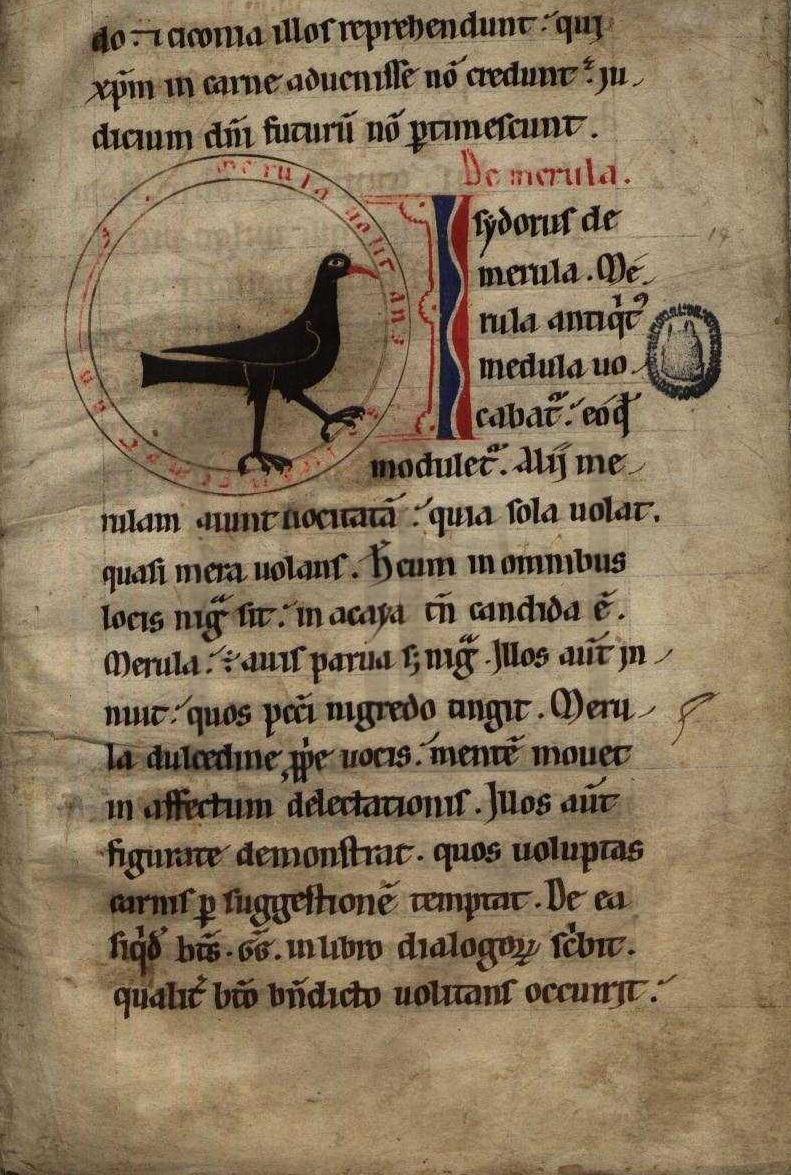
O Melro
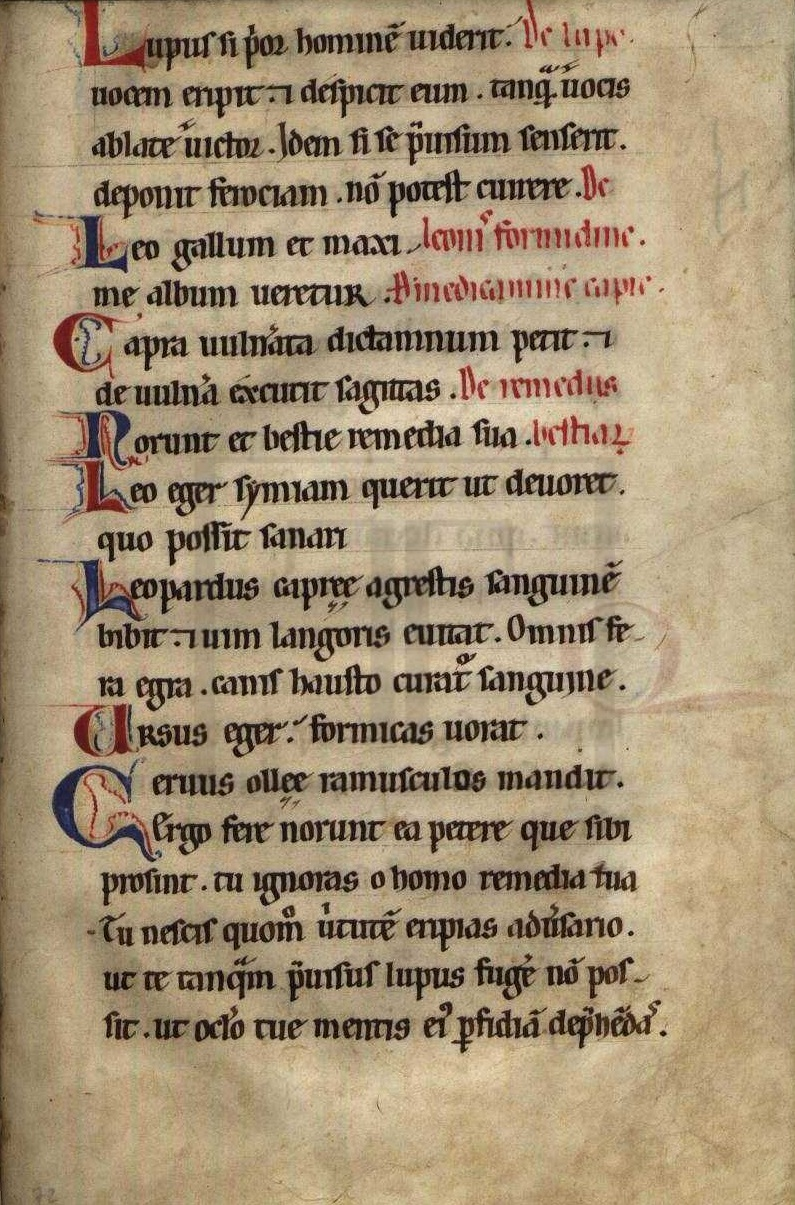
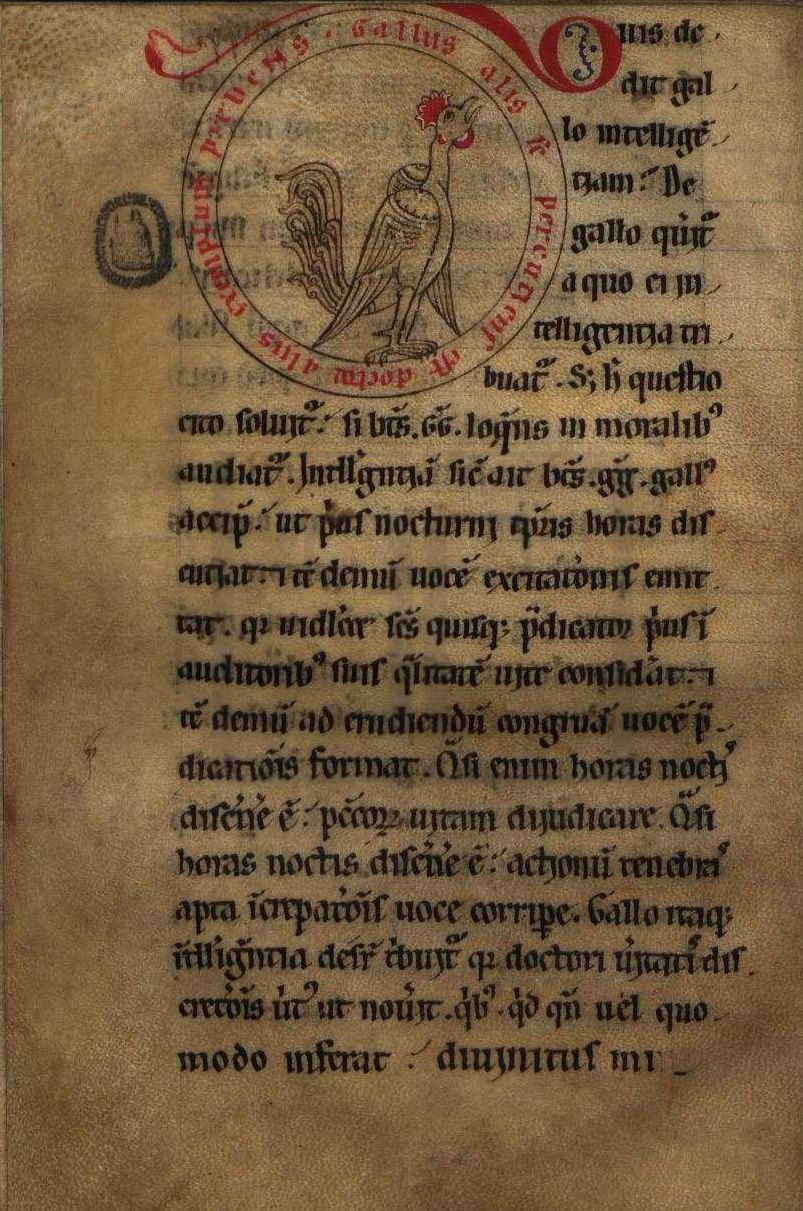
O Galo
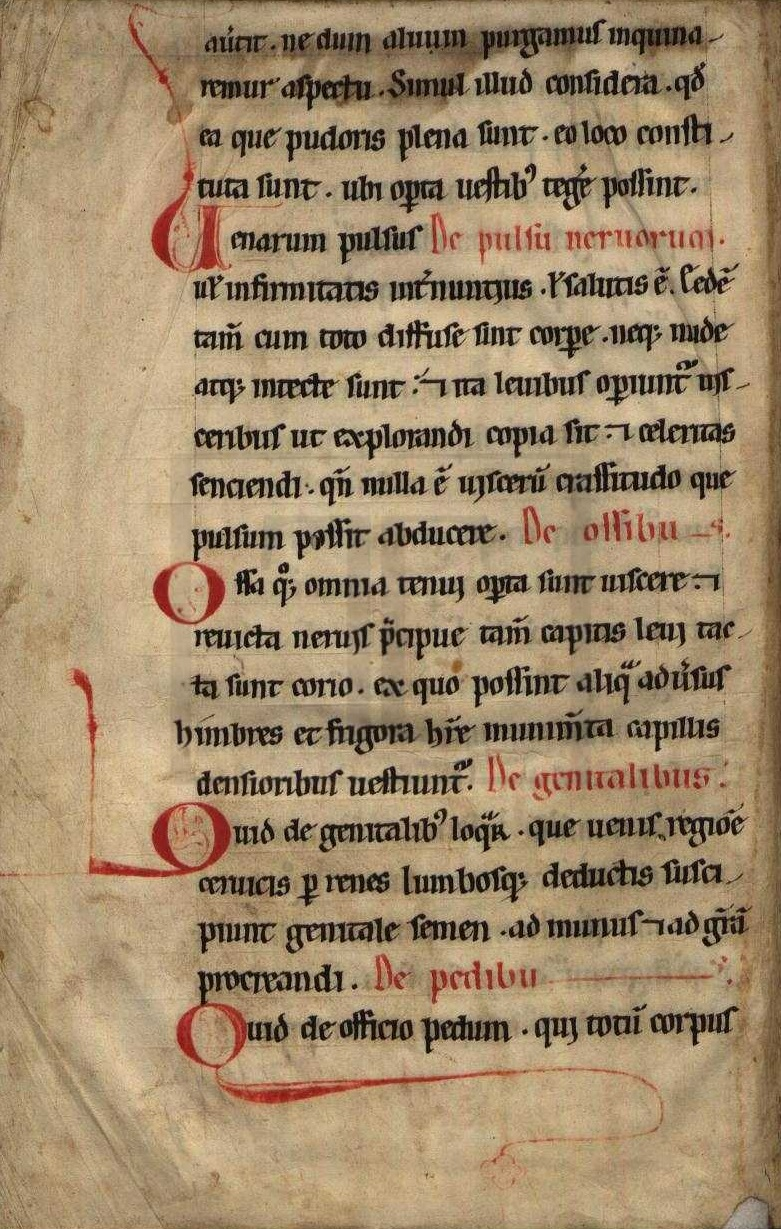
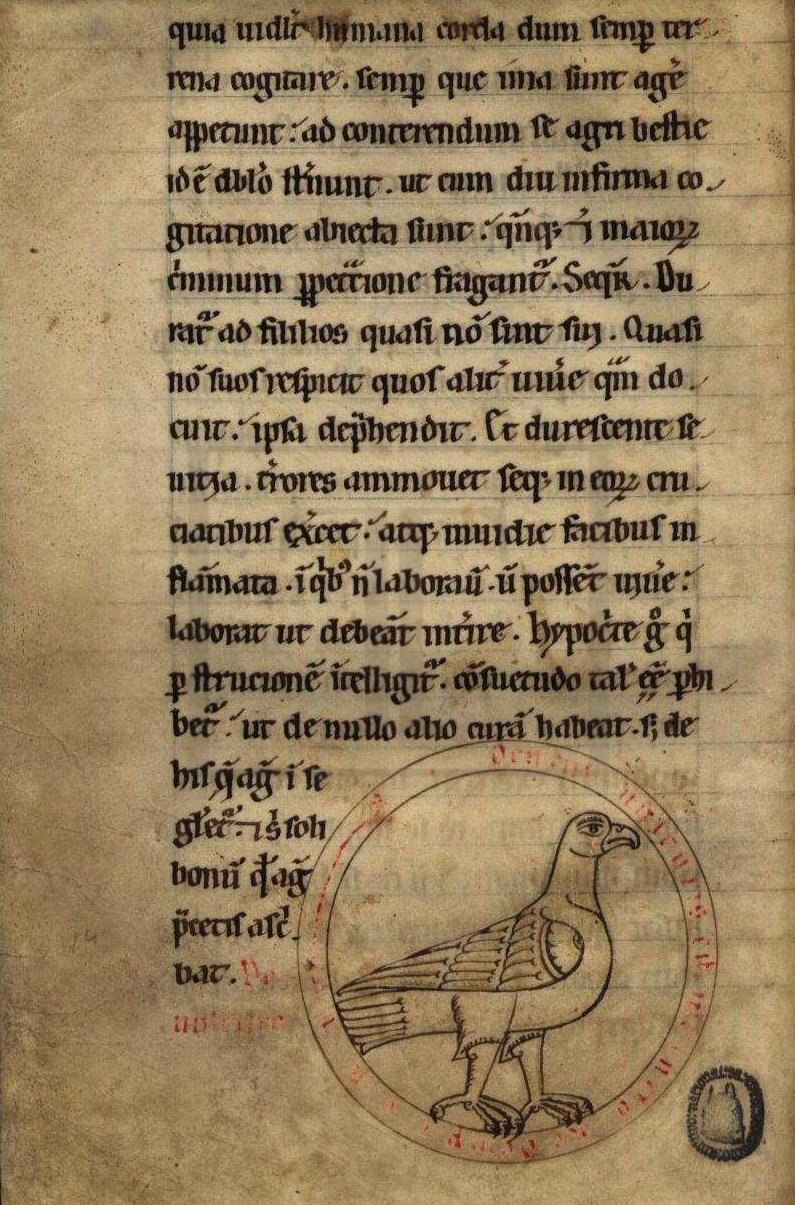
A Águia
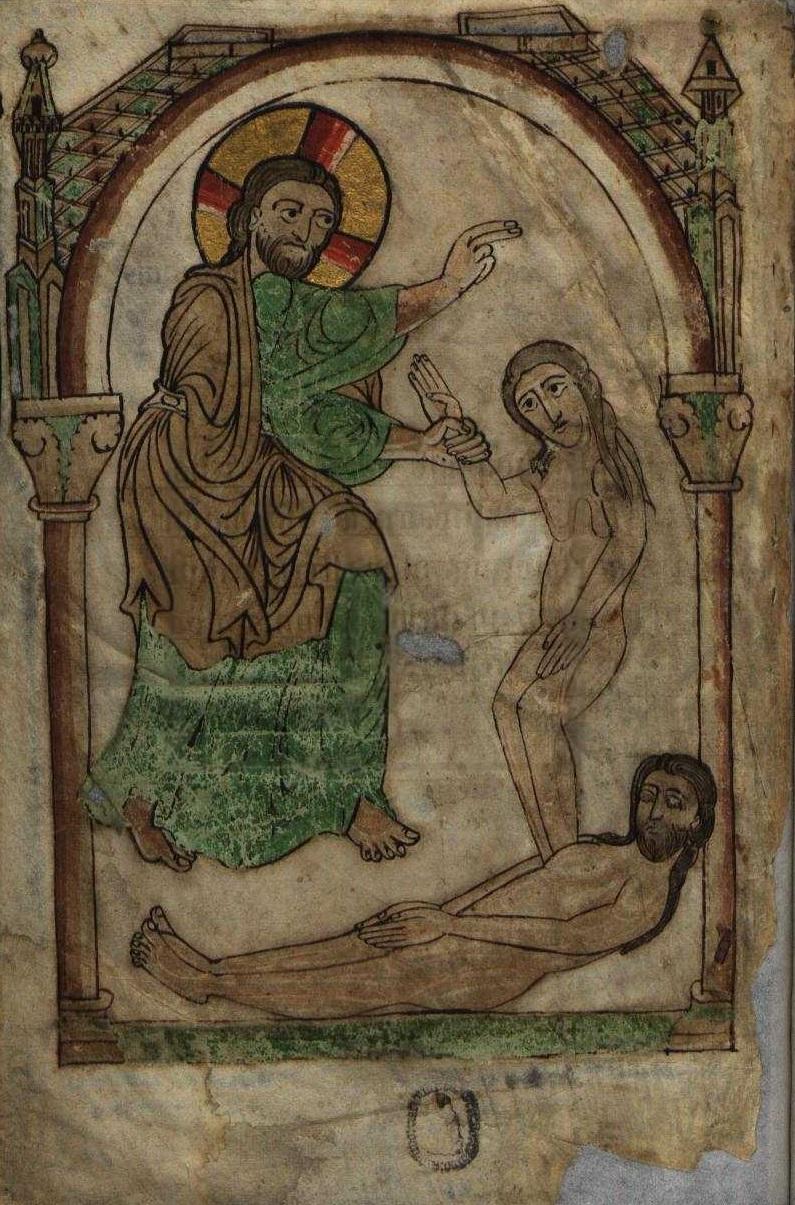
Adão e Eva

## Versão digitalizada
O Arquivo Nacional da Torre do Tombo, no seu site na internet, disponibiliza o Livro das Aves em versão digitalizada gratuita, em formato TIFF.